# Good News for People Who Love Bad News
Good News for People Who Love Bad News es el cuarto álbum de la banda Modest Mouse. Fue editado por Epic Records el 4 de abril de 2004 en formato CD y vinilo. La edición del disco en formato Dual disc tuvo lugar el 11 de octubre del 2005. Los dos sencillos del álbum, "Float On" y "Ocean Breathes Salty", debutaron en las estaciones de radio americanas a mediados de 2004.
Las ediciones de vinilo y Dual disc también contenían el lado-B "I've Got It All (Most)", en el formato vinilo la canción está situada al final del álbum, y en la de Dual disc, está situada entre "Bury Me With It" y "Dance Hall". La banda "The Dirty Dozen Brass Band" aparece tocando varios instrumentos en las canciones 1 ("Horn Intro") y 9 ("This Devil's Workday").
La canción "Interlude (Milo)" iba a ser originalmente llamada solamente "Interlude", pero se le fue agregada la palabra "Milo" debido a que el hijo del bajista de la banda Eric Judy llamado Milo pidió que una canción llevara su nombre. Isaac se negaba, pero finalmente accedió.
Isaac plasmó su abuso de drogas "The Good Times Are Killing Me", y dice que la mayoría de las drogas son "sólo algo a lo que tengo que enfrentarme, trato de asegurarme que no estén alrededor de mí, o yo alrededor de ellas."

## Lista de canciones
Todas las canciones escritas por Isaac Brock.
1. "Horn Intro" – 0:09
2. "The World at Large" – 4:32
3. "Float On" – 3:28
4. "Ocean Breathes Salty" – 3:49
5. "Dig Your Grave" – 0:12
6. "Bury Me With It" – 3:49
7. "Dance Hall" – 2:57
8. "Bukowski" – 4:14
9. "This Devil's Workday" – 2:19
10. "The View" – 4:13
11. "Satin in a Coffin" – 2:35
12. "Interlude (Milo)" – 0:58
13. "Blame It on the Tetons" – 5:24
14. "Black Cadillacs" – 2:43
15. "One Chance" – 3:04
16. "The Good Times Are Killing Me" – 4:16

## Sencillos
- "Float On" fue el primer sencillo, siendo lanzado el 14 de febrero de 2004.

- "Ocean Breathes Salty" fue el segundo sencillo, siendo lanzado el 14 de enero de 2005.

## Información de las canciones
1. "Horn Intro" – 0:09
  - The Dirty Dozen Brass Band - Trompetas
2. "The World at Large" – 4:32
  - Isaac Brock - Vocales, silbido, piano
  - Eric Judy - Guitarra acústica, batería
  - Dann Gallucci - Guitarra, batería
  - Benjamin Weikel - Batería
3. "Float On" – 3:28
  - Isaac Brock - Vocales, guitarra
  - Eric Judy - Bajo, coros
  - Dann Gallucci - Guitarra, tambores, coros
  - Benjamin Weikel - Tambores
4. "Ocean Breathes Salty" – 3:49
  - Isaac Brock - Vocales, guitarra
  - Eric Judy - Bajo
  - Dann Gallucci - Guitarra, teclado
  - Benjamin Weikel - Tambores
5. "Dig Your Grave" – 0:12
  - Isaac Brock - Vocales, ukelele
6. "Bury Me With It" – 3:49
  - Isaac Brock - Vocales, guitarra
  - Eric Judy - Bajo
  - Dann Gallucci - Guitarra, teclado, batería
  - Benjamin Weikel - Tambores
  - The Rising Star Fife And Drum Band - Tambores adicionales
7. "Dance Hall" – 2:57
  - Isaac Brock - Vocales, guitarra
  - Eric Judy - Bajo
  - Dann Gallucci - Guitarra, piano, teclado
  - Benjamin Weikel - Tambores
8. "Bukowski" – 4:14
  - - La canción está dedicada al poeta Charles Bukowski.
  - Isaac Brock - Vocales, banjo
  - Eric Judy - Guitarra acústica
  - Dann Gallucci - Guitarra
  - Benjamin Weikel - Tambores
  - Tom Peloso - Banjo
  - Dennis Herring - Acordeón
9. "This Devil's Workday" – 2:19
  - Isaac Brock - Vocales, banjo
  - The Dirty Dozen Brass Band - Trompetas
10. "The View" – 4:13
  - Isaac Brock - Vocales, guitarra, Hendx 3000
  - Eric Judy - Bajo
  - Dann Gallucci - Guitarra, teclados
  - Benjamin Weikel - Tambores
11. "Satin in a Coffin" – 2:35
  - Isaac Brock - Vocales, banjo
  - Eric Judy - Órgano
  - Dann Gallucci - Guitarra
  - Benjamin Weikel - Tambores
  - Tom Peloso - Bajo
12. "Interlude (Milo)" – 0:58
  - Eric Judy - Órgano
  - Dann Gallucci - Guitarra
  - Milo Chaska Judy - Vocales
  - Tom Peloso - Bajo
13. "Blame It on the Tetons" – 5:24
  - Isaac Brock - Vocales, guitarra
  - Eric Judy - Bajo
  - Dann Gallucci - Piano
  - Benjamin Weikel - Tambores
  - Tom Peloso - Violín
14. "Black Cadillacs" – 2:43
  - Isaac Brock - Vocales, guitarra
  - Eric Judy - Bajo
  - Dann Gallucci - Guitarra, piano
  - Benjamin Weikel - Tambores
15. "One Chance" – 3:04
  - Isaac Brock - Vocales, guitarra
  - Eric Judy - Bajo
  - Dann Gallucci - Guitarra
  - Benjamin Weikel - Tambores
16. "The Good Times Are Killing Me" – 4:16
  - - La canción iba a ser originalmente grabada con el mix normal, pero en vez de eso le agregaron otra versión de The Flaming Lips.
  - Isaac Brock - Vocales, guitarra
  - Eric Judy - Guitarra, coros, pequeño silbido
  - Dann Gallucci - Órgano, coros
  - The Rising Star Fife And Drum Band - Tambores
  - The Flaming Lips - Instrumentación adicional

## Créditos
- Isaac Brock – Vocales, guitarra, banjo, ukelele, piano, Hendx 3000, silbido.
- Eric Judy – Bajo, guitarra acústica, coros, órgano, pequeño silbido, batería.
- Dann Gallucci – Guitarra, teclados, piano, coros, bajo, órgano, batería.
- Benjamin Weikel – Tambores.
- The Rising Star Fife and Drum Band – Tambores.
- Tom Peloso – Bajo, violín.
- Dennis Herring – Acordeón.
- The Dirty Dozen Brass Band – Trompetas.
- Milo Chaska Judy – Vocales.
- The Flaming Lips – instrumentación adicional

## Posiciones en listas de popularidad

### Álbum
| Año  | Lista de populadidad | Posición |
| ---- | -------------------- | -------- |
| 2004 | Billboard 200        | # 18     |
| 2004 | UK Top 40            | # 40     |

### Sencillos
| Año  | Sencillo               | U.S. Modern Rock | U.S. Hot 100 |
| ---- | ---------------------- | ---------------- | ------------ |
| 2004 | "Float On"             | # 1              | # 68         |
| 2005 | "Ocean Breathes Salty" | # 6              | -            |

- Datos: Q2415386